# 唐廷牧
唐廷牧（？—1924年）籍贯不详，中华民国川军高级将领。

## 生平
1915年7月中旬，陈宧将川军整编为两个师又两个混成旅，其中四川陆军第一师（师长周骏）下辖第一、第二步兵旅，第一步兵旅（旅长张邦本）下辖两个团（团长分别为黄廷棨、刘盛恩），第二步兵旅（旅长熊祥生）下辖两个团（团长分别为刘湘、陈洪范）。第一师另辖骑兵第一团（团长鄢孝鸿）、炮兵第一团（团长唐廷牧）。
1918年7月5日，大总统任命钟体道为第二十二师师长，吴震、唐廷牧分任该师第四十三旅、第四十四旅旅长。
1920年，刘存厚率田颂尧、赖心辉、唐廷牧等师从陕西汉中向南进军四川，称「靖川军」，以援助熊克武。随后，1920年12月30日，刘存厚以四川督军的身份电请北京政府发令，准任熊克武为四川省省长，任命田颂尧为陆军第二十一师师长，唐廷牧为陆军第二十二师师长。
1922年7月11日，四川第三军刘成勋以及邓锡侯、赖心辉、田颂尧、刘斌、唐廷牧、陈国栋等通电斥责第二军杨森，邓锡侯任北路总指挥，赖心辉任东路总指挥，率大军进攻泸州。第一军但懋辛任前敌总指挥，进攻重庆。同年8月7日，四川联军邓锡侯、田颂尧、唐廷牧、陈国栋攻克重庆，第二军杨森退守万县。
1923年2月，川军总司令兼第三军军长刘成勋，第一军熊克武、但懋辛，边防军赖心辉、石青阳均帮助何金鳌，导致刘存厚系统的第三师师长邓锡侯与陈国栋战败，撤离重庆向北退却，受到刘斌、田颂尧、陈洪范、唐廷牧帮助。何金鳌不久便改同陈国栋合作。同时，吴佩孚为了以武力平定四川，派第八师师长王汝勤任援川总司令，第十八师长卢金山、第十八混成旅长赵荣华为副司令，由川军第二军军长（第十六师师长）杨森进攻川东，陕甘军进攻川北，黔军袁祖铭自贵州进攻川南。
1923年9月5日，唐廷牧获授陆军中将。1923年12月10日，获授将军府烜威将军。
1924年，第二十二师师长唐廷牧病故。田颂尧调任第二十二师师长，孙震升为第二十一师师长。